# Campionati europei di nuoto 2010 - Staffetta 4x100 metri misti maschile
Le qualifiche per la finale si sono svolte la mattina del 15 agosto 2010, mentre la finale si è svolta la sera dello stesso giorno.

## Medaglie
| Posizione | Oro | Argento | Bronzo                                                                                       |
| --------- | --- | --- | -------------------------------------------------------------------------------------------- |
| Paese     | Francia | Russia | Paesi Bassi                                                                                  |
| Atleti    | Camille Lacourt Hugues Duboscq Frédérick Bousquet Fabien Gilot Jérémy Stravius* Clément Lefert* William Meynard* | Stanislav Donets Roman Sludnov Evgeny Korotyshkin Evgeny Lagunov Vitaly Borisov* Grigory Falko* Nikolay Skvortsov* Andrey Grechin* | Nick Driebergen Lennart Stekelenburg Joeri Verlinden Sebastiaan Verschuren Bastiaan Lijesen* |

## Record
Prima della manifestazione il record del mondo (RM), il record europeo (EU) e il record dei campionati (RC) erano i seguenti.
| Record mondiale       | 3'27"28 | Stati Uniti | 2 agosto 2009 Roma, Italia           |
| Record europeo        | 3'28"58 | Germania    | 2 agosto 2009 Roma, Italia           |
| Record dei campionati | 3'34"25 | Russia      | 24 marzo 2008 Eindhoven, Paesi Bassi |

Durante la competizione sono stati migliorati i seguenti record:
| Data      | Evento | Nazione | Tempo   | Record                |
| --------- | ------ | ------- | ------- | --------------------- |
| 15 agosto | Finale | Francia | 3'31"32 | Record dei campionati |

## Risultati batterie
| Pos. | Nazione       | Atleti | Tempo       | Batteria    | Corsia      | Note        |
| ---- | ------------- | --- | ----------- | ----------- | ----------- | ----------- |
| 1    | Paesi Bassi   | Bastiaan Lijesen (55.18) Lennart Stekelenburg (1:56.25) Joeri Verlinden (2:48.09) Sebastiaan Verschuren (3:36.00)    | 3:36.00     | 3           | 5           |             |
| 2    | Francia       | Jérémy Stravius (54.31) Hugues Duboscq (1:54.44) Clément Lefert (2:47.23) William Meynard (3:36.03)                  | 3:36.03     | 3           | 4           |             |
| 3    | Gran Bretagna | Liam Tancock (54.56) Kristopher Gilchrist (1:55.39) Antony James (2:47.90) Grant Turner (3:37.22)                    | 3:37.22     | 2           | 6           |             |
| 4    | Germania      | Stefan Herbst (55.26) Hendrik Feldwehr (1:56.17) Steffen Deibler (2:48.88) Paul Biedermann (3:37.53)                 | 3:37.53     | 1           | 4           |             |
| 5    | Polonia       | Radosław Kawęcki (55.26) Slawomir Wolniak (1:57.35) Paweł Korzeniowski (2:49.58) Konrad Czerniak (3:37.76)           | 3:37.76     | 3           | 3           |             |
| 6    | Italia        | Mirco Di Tora (54.78) Fabio Scozzoli (1:56.20) Stefano Mauro Pizzamiglio (2:49.96) Filippo Magnini (3:38.63)         | 3:38.63     | 2           | 4           |             |
| 7    | Russia        | Vitaly Borisov (55.31) Grigory Falko (1:58.09) Nikolay Skvortsov (2:50.26) Andrey Grechin (3:38.64)                  | 3:38.64     | 3           | 2           |             |
| 8    | Ungheria      | Adam Szilagyi (56.36) Dániel Gyurta (1:57.24) Peter Hos (2:49.97) Dominik Kozma (3:38.77)                            | 3:38.77     | 2           | 3           |             |
| 9    | Lituania      | Vytautas Janušaitis (54.17) Giedrius Titenis (1:54.43) Paulius Viktoravicius (2:49.18) Mindaugas Sadauskas (3:39.24) | 3:39.24     | 1           | 6           |             |
| 10   | Israele       | Jonatan Kopelev (54.73) Daniel Malnik (1:57.02) Alon Mandel (2:49.77) Guy Barnea (3:40.26)                           | 3:40.26     | 1           | 2           |             |
| 11   | Austria       | Markus Rogan (55.48) Hunor Mate (1:57.33) Martin Spitzer (2:49.57) David Brandl (3:40.35)                            | 3:40.35     | 3           | 7           |             |
| 12   | Serbia        | Lazar Bogdanovski (58.19) Caba Siladji (1:58.91) Ivan Lenđer (2:50.89) Radovan Siljevski (3:40.87)                   | 3:40.87     | 1           | 5           |             |
| 13   | Ucraina       | Olexandr Isakov (56.15) Valeriy Dymo (1:57.02) Denys Dubrov (2:50.78) Yuriy Yegoshin (3:40.89)                       | 3:40.89     | 1           | 3           |             |
| 14   | Rep. Ceca     | Tomas Fucik (56.38) Petr Bartunek (1:59.09) Jan Sefl (2:52.25) Martin Verner (3:41.35)                               | 3:41.35     | 2           | 5           |             |
| 15   | Danimarca     | Mathias Gydesen (55.39) Chris Christensen (1:57.32) Jakob Andkjær (2:50.73) Mads Glæsner (3:42.15)                   | 3:42.15     | 2           | 7           |             |
| 16   | Estonia       | Andres Olvik (56.63) Martti Aljand (1:58.49) Martin Liivamagi (2:51.98) Vladimir Sidorkin (3:43.87)                  | 3:43.87     | 3           | 6           |             |
|      | Turchia       | - | non partita | non partita | non partita | non partita |

## Finale
| Pos. | Nazione       | Atleti | Corsia       | Tempo        | Note                  |
| ---- | ------------- | --- | ------------ | ------------ | --------------------- |
|      | Francia       | Camille Lacourt (52.46) Hugues Duboscq (1:52.13) Frédérick Bousquet (2:43.97) Fabien Gilot (3:31.32)             | 5            | 3:31.32      | Record dei campionati |
|      | Russia        | Stanislav Donets (54.19) Roman Sludnov (1:54.16) Evgeny Korotyshkin (2:45.43) Evgeny Lagunov (3:33.29)           | 1            | 3:33.29      |                       |
|      | Paesi Bassi   | Nick Driebergen (54.48) Lennart Stekelenburg (1:55.27) Joeri Verlinden (2:46.67) Sebastiaan Verschuren (3:33.99) | 4            | 3:33.99      |                       |
| 4    | Gran Bretagna | Liam Tancock (54.53) Kristopher Gilchrist (1:55.25) Antony James (2:47.67) Simon Burnett (3:35.74)               | 3            | 3:35.74      |                       |
| 5    | Italia        | Mirco Di Tora (55.03) Fabio Scozzoli (1:55.25) Stefano Mauro Pizzamiglio (2:48.64) Filippo Magnini (3:36.61)     | 7            | 3:36.61      |                       |
| 6    | Polonia       | Radosław Kawęcki (55.48) Slawomir Wolniak (1:57.53) Paweł Korzeniowski (2:49.87) Konrad Czerniak (3:38.57)       | 2            | 3:38.57      |                       |
| 7    | Ungheria      | Adam Szilagyi (56.61) Dániel Gyurta (1:57.52) Peter Hos (2:49.98) Dominik Kozma (3:38.73)                        | 8            | 3:38.73      |                       |
|      | Germania      | Stefan Herbst Hendrik Feldwehr Steffen Deibler Markus Deibler                                                    | squalificata | squalificata | squalificata          |